# Blyborough
Blyborough est une paroisse civile et un village du Lincolnshire, en Angleterre.